# Art Monk
James Arthur „Art“ Monk (* 5. Dezember 1957 in White Plains, New York) ist ein ehemaliger US-amerikanischer
American-Football-Spieler auf der Position des Wide Receivers. Bevor er jeweils eine Saison bei den New York Jets und den Philadelphia Eagles spielte, spielte er 14 Jahre bei den Washington Redskins in der National Football League (NFL). 2008 wurde er in Pro Football Hall of Fame gewählt.
Monk ist verwandt mit dem Jazz Pionier Thelonious Monk.

## Karriere

### College
Monk besuchte und spielte College Football für die Syracuse University. 1977 bis 1979 hielt er im Team die receiving Rekorde und ist immer noch in mehreren Top 10 Karriere-Listen der Uni vertreten, u. a. bei den Passfängen (Platz 6), bei den gefangene Yards (Platz 7) und gefangene Yards pro Spiel (Platz 9). Am Ende schloss er die Uni im Fach Visual and Performing Arts ab.

### NFL
Monk wurde in der ersten Runde von den Washington Redskins gedraftet. Während seines Rookiejahres wurde er einstimmig mit seinen 58 Passfängen, die für die Redskins einen Rookie-Rekord darstellten, in die All-Rookie-Auswahl gewählt.
1984 erreichte er mit 106 für 1.372 Yards Fängen einen neuen NFL-Rekord. Er fing acht oder mehr Pässe, erreichte in fünf Spielen 100 und mehr Yards und im Spiel gegen die San Francisco 49ers fing er 10 Pässe für 200 Yards. Mit diesen Leistungen erreichte er seine erste Pro Bowl Berufung. In den darauffolgenden zwei Saisons erreichte er auch jeweils die 1.000 Yard-Marke. Möglich waren die Leistungen, da er mit 1,90 m auf dem Spielfeld nicht zu übersehen war und im Durchschnitt 10 cm größer war als die anderen Wide Receiver. So fing er meistens die Bälle, die über die Mitte kamen. Dabei lief er schnell von der Line of Scrimmage, bog nach fünf oder sechs Yards nach innen ab, fing den Ball und konnte, bevor die Verteidiger reagieren konnten, noch einige Yards Raumgewinn erzielen. 1989 war er ein Teil des sehr erfolgreichen Wide Receiver-Trios um Gary Clark und Ricky Sanders, das auch „The Posse“ genannt wurde. Mit dieser Spielweise schaffte er auch bei 66 % seiner 888 Fänge ein First Down.
Während seiner 14 Saisons bei den Redskins, gewann er dreimal den Super Bowl (XVII, XXII und XXVI).
Am Ende seiner Karriere hatte er 940 Pässe für 12.721 Yards und 68 Touchdowns gefangen. Er war zudem der erste Spieler in der NFL Historie, der über 102 Pässe in einer Saison und über 900 in seiner gesamten Karriere fing. Seine bemerkenswerteste Leistung für die NFL war der neue Rekord im Bereich der Passfänge (940), der jedoch von Jerry Rice kurz danach übertroffen wurde.

## Ehrungen
Am 2. August 2008 wurde Monk, zusammen mit seinem Teamkameraden Darrell Green, in die Pro Football Hall of Fame aufgenommen. Auf diese Ehre musst er allerdings eine lange Zeit warten, denn obwohl er drei Super-Bowl-Ringe besaß, wurde von den Kritikern seine Schwäche bei den tiefen Pässen bemängelt. Bei seiner Aufnahme bekam er die längste Standing Ovations in der Geschichte der Hall of Fame.